# Nuncjatura Apostolska w Szwajcarii
Nuncjatura Apostolska w Szwajcarii (fr. Nonciature apostolique en Suisse, wł. Nunziatura apostolica in Svizzera) – misja dyplomatyczna Stolicy Apostolskiej w Konfederacji Szwajcarskiej. Siedziba nuncjusza apostolskiego mieści się w Bernie.
Nuncjusz apostolski pełni tradycyjnie godność dziekana korpusu dyplomatycznego akredytowanego we Szwajcarii od momentu przedstawienia listów uwierzytelniających.
Od 1987 nuncjusz apostolski w Szwajcarii akredytowany jest również w Księstwie Liechtensteinu.

## Historia
Nuncjusze apostolscy wysyłani są do Szwajcarii co najmniej od XVI w. Od 1920 misja jest stała.
Nuncjusz apostolski w Szwajcarii w latach 1695 – 1698 Michelangelo Conti w 1721 został papieżem i przybrał imię Innocenty XIII.

## Nuncjusze apostolscy w Szwajcarii
w XX i XXI w
- abp Luigi Maglione (1920 – 1926) Włoch
- abp Pietro Di Maria (1926 – 1935) Włoch
- abp Filippo Bernardini (1935 – 1953) Włoch
- abp Gustavo Testa (1953 – 1959) Włoch
- abp Alfredo Pacini (1960 – 1967) Włoch
- abp Ambrogio Marchioni (1967 – 1984) Włoch
- abp Edoardo Rovida (1985 – 1993) Włoch
- abp Karl-Josef Rauber (1993 – 1997) Niemiec
- abp Oriano Quilici (1997 – 1998) Włoch
- abp Pier Giacomo De Nicolò (1999 – 2004) Włoch
- abp Francesco Canalini (2004 – 2011) Włoch
- abp Diego Causero (2011 – 2015) Włoch
- abp Thomas Edward Gullickson (2015 - 2020) Amerykanin
- abp Martin Krebs (2021 – ) Niemiec[1]